# Daniela Seguel
Daniela Valeska Seguel Carvajal (Santiago, 15 de Novembro de 1992) é uma ex-tenista profissional chilena.
Daniela ganhou 16 títulos de simples e 28 títulos de duplas no Circuito Feminino da ITF. Em 28 de maio de 2018, ela alcançou o ranking de simples mais alto de sua carreira, como número 162 do mundo, semanas depois de chegar às quartas de final na Copa Colsanitas, seu melhor resultado em um torneio do WTA Tour até então. A vitória de Seguel na primeira rodada sobre Nicole Gibbs foi a primeira partida profissional vencida por uma tenista chilena desde 1980. Em 7 de julho de 2014, ela alcançou a posição 110 no ranking de duplas da WTA.

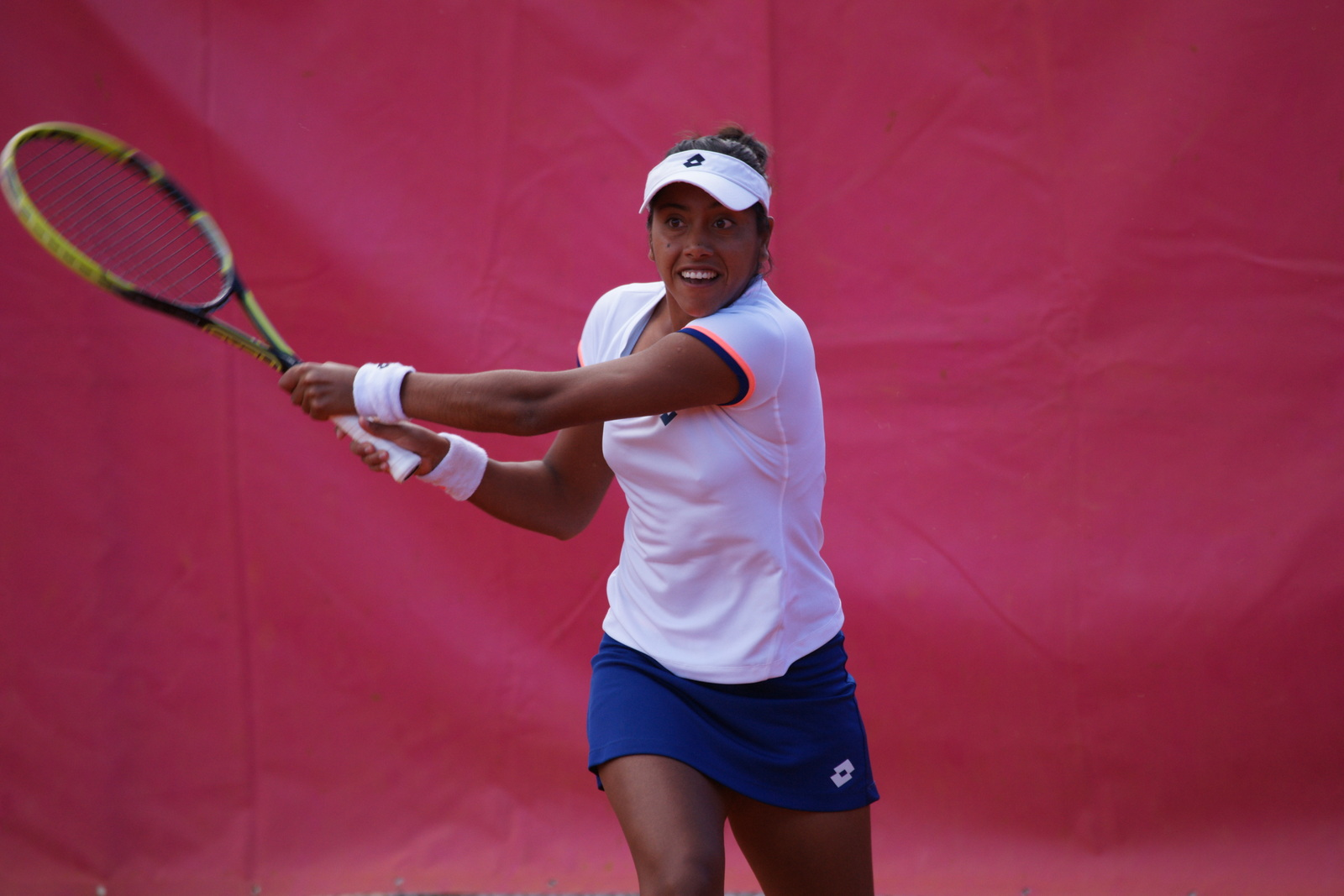
Seguel no ITF Cagnes-sur-Mer em 2014

Jogando pela Equipe chilena na Copa Billie Jean King, Daniela acumulou um recorde de 30 vitórias e 22 derrotas.
O último torneio foi o ITF de Roma, em julho de 2024, quando perdeu para a romena Gabriela Lee na primeira rodada do qualificatório. Em novembro, a jogadora anunciou a aposentadoria.

## Carreira

### Início juvenil
Em 2006, teve sua estreia no Circuito ITF Junior, que aconteceu aos 13 anos. Daniela disputou seu primeiro torneio no primeiro Open Junior International Chile, em maio, e chegou às quartas de final, antes de perder para a argentina Ornella Caron, em dois sets.
Em 2007, conquistou seu primeiro título de simples no segundo Junior Open Chile, em outubro.
Em 2008, Daniela chegou à final, na Copa Gobierno Bolivariano de Carabobo, em Valência, Venezuela. Em 2009, venceu o Vina Junior Open, ao derrotar na final a compatriota Cecilia Costa Melgar, em dois sets.
Em 2010, Daniela disputou seu último torneio júnior, na 27ª Copa Gerdau, em Porto Alegre, Brasil, onde foi interrompida na segunda rodada pela eslovaca Jana Čepelová.

## Profissional

### 2016: Triste fato que aconteceu na final da Copa Las Condes
Em 26 de novembro de 2016, quando Daniela estava jogando a final da Copa Las Condes contra a tenista brasileira Paula Gonçalves, seu pai desmaiou enquanto ele estava assistindo da arquibancada e foi levado às pressas para a Clínica Las Condes, onde, infelizmente,  perdeu a vida.
Depois de ouvir a notícia sobre a morte de seu pai, ela decidiu deixar a partida imediatamente e  por isso perdeu a oportunidade de poder defender o título.

### 2017: Medalha de Ouro nos Jogos Bolivarianos
Em 18 de junho de 2017, Daniela venceu o torneio mais importante de sua carreira de simples, vencendo o Barcelona Women World Winner com US$ 60.000 em prêmios em dinheiro.
Em setembro, Daniela mudou de treinador e se instalu em Barcelona. A partir daí, treinou com Albert Torras. No dia 18 de novembro de 2017, Daniela conquistou a medalha de OURO em duplas com Alexa Guarachi nos Jogos Bolivarianos realizados na Colômbia após derrotar o Peru na final.

### 2018: Vitória na primeira partida de Grand Slam na carreira

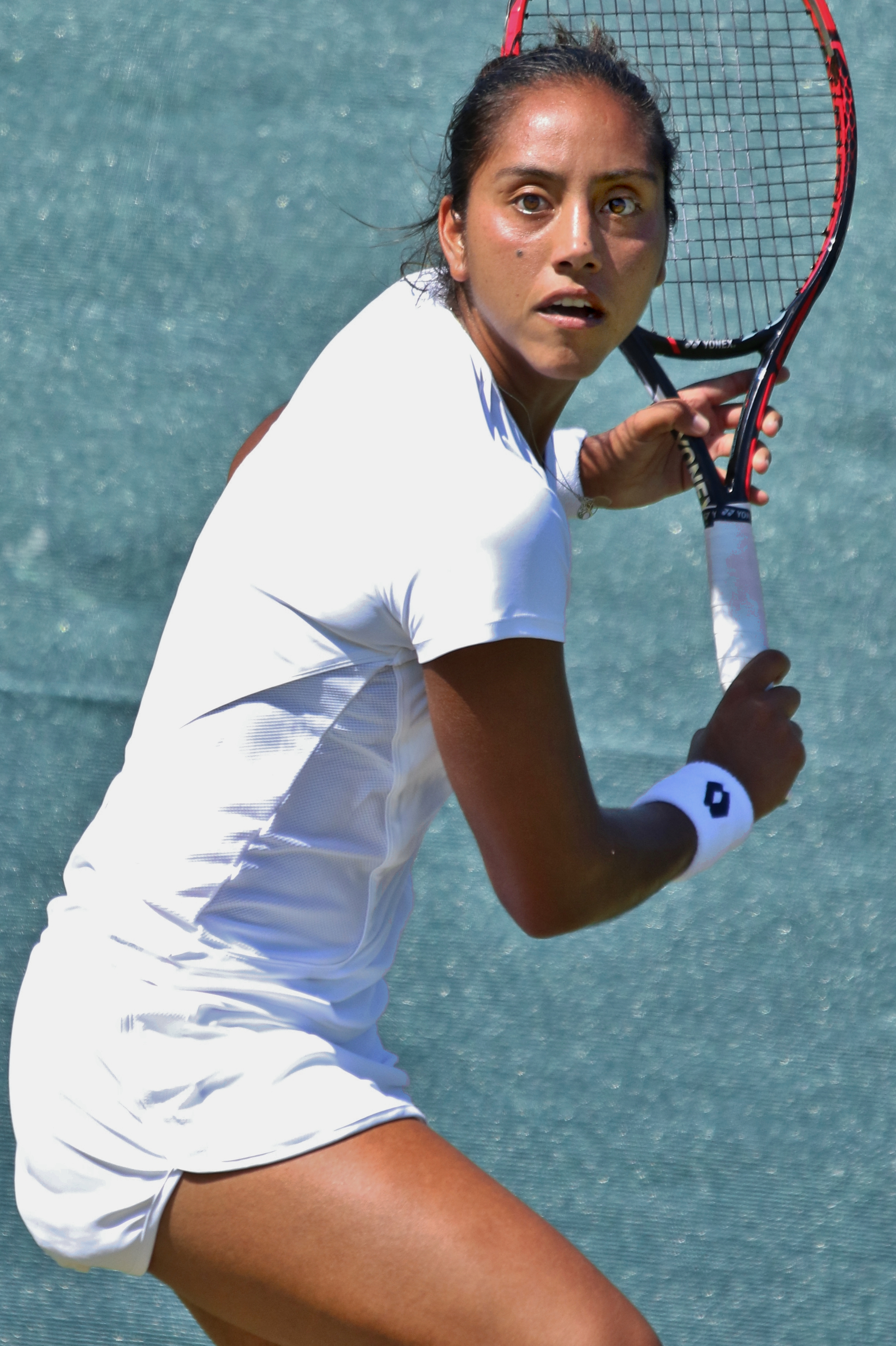
Daniela em Wimbledon, 2018

Em janeiro, Daniela disputou pela primeira vez o Australian Open e venceu sua primeira partida de Grand Slam na carreira. Em abril de 2018, Daniela chegou às quartas de final do torneio de Bogotá, vinda da fase classificatória e após derrotar jogadoras experientes como Nicole Gibbs e Tatjana Maria na 1ª e 2ª rodadas. Com esse resultado, Daniela fez história para o tênis chileno, sendo a primeira tenista chilena a chegar tão longe em um torneio da categoria WTA desde 1980. Durante o segundo semestre de 2018, Daniela estava lidando com vários problemas físicos que a impediram de continuar a sua progressão.

### 2019
Em 2019, após deixar para trás os problemas físicos, Daniela voltou a conseguir bons resultados e finalmente em maio, conseguiria erguer o 15º troféu de simples na cidade de Roma, um ITF W25, vencendo na final a brasileira Gabriela Cé.

### 2024
Em janeiro de 2024, ela fez sua estreia na United Cup em duplas mistas em parceria com Tomas Barrios Vera, onde surpreendeu a dupla grega do top 10 Maria Sakkari e Stefanos Tsitsipas.

## Finais do WTA Tour

### Duplas (0–1)
| Legenda                             |
| ----------------------------------- |
| Grand Slam (0–0)                    |
| WTA Tour Championships (0–0)        |
| Premier Mandatory & Premier 5 (0–0) |
| Premier (0–0)                       |
| International (0–1)                 |

| Finais por Piso |
| --------------- |
| Duro (0–0)      |
| Saibro (0–1)    |
| Grama (0–0)     |
| Carpete (0–0)   |

| Resultado | N. | Data         | Torneio                                          | Piso   | Parceiro    | Oponentes                      | Placar           |
| --------- | -- | ------------ | ------------------------------------------------ | ------ | ----------- | ------------------------------ | ---------------- |
| Vice      | 1. | 24 Maio 2014 | Internationaux de Strasbourg, Strasbourg, França | Saibro | Tatiana Búa | Ashleigh Barty Casey Dellacqua | 6–4, 5–7, [4–10] |